# Daniela Castro
Daniela Castro (Mexico City, 17. kolovoza, 1969.) meksička je glumica i pjevačica.

## Biografija
Danielle Stephanie Castro Arellano većini poznata kao Daniela Castro je rođena 17. kolovoza 1969. u Meksiku.Kćerka je pjevača i kompozitora Javiera Castro, s kojima je uz njegovu braću Benita, Gualberta, Artura i Jorgea nastupala na mnogim koncertima.
Upisuje Centro de Estudios Artisticos de Televisia gdje je odlučila posvetiti svoj život glumi. Isprva nastupa u kazalištu, no ubrzo joj je ponuđena uloga Patricije u telenoveli Un Nuevo amanecer 1988. godine. Otada nastupa u brojnim telenovelama poput Mi segunda madre, Dias sin luna, a 1997. godine osvaja nagradu TV i Novelas za najbolju glumicu. Uz nastupe u telenovelama, pojavljuje se i u hororu Viaje Directo al Infierno iz 1989. godine.
1998. godine se proslavila kao pjevačica u programu Cristina. Tada je ujedno otkrila svoj san o pjevanju pjesme s ocem koju bi posvetila svojoj majci. 3. ožujka, 1999. godine snimila je glazbeni CD Junto A Ti.
Daniela je imala dvije romantične veze: prvu s Jorgeom Camposom, bivšim meksičkim nogometnim reprezentativcem, a drugu s glumcem Raulom Araizom. 19. lipnja 1999. godine udala se za Gustava Diaza Ordaza, unuka bivšeg meksičkog predsjednika, s kojim ima dvije kćeri i sina.

## Filmografija
| Godina | Naslov                       | Uloga                      | Vrsta               |
| ------ | ---------------------------- | -------------------------- | ------------------- |
| 2009.  | Moj grijeh                   | Rosario Pedraza de Córdoba | telenovela          |
| 2009.  | Mujeres asesinas             | Rosa, Heredera             | televizijska serija |
| 2007.  | Strast                       | Lisabeta de Salamanca      | telenovela          |
| 2001.  | El noveno mandamiento        | Ana Jiménez / Isabel Durán | telenovela          |
| 1997.  | Desencuentro                 | Victoria                   | telenovela          |
| 1996.  | Cañaveral de pasiones        | Julia Santos               | telenovela          |
| 1996.  | Mujer, casos de la vida real | -                          | televizijska serija |
| 1993.  | Los temerarios               | -                          | -                   |
| 1992.  | Triángulo                    | Sara                       | telenovela          |
| 1991.  | Infamia                      | -                          | - telenovela        |
| 1991.  | Cadenas de amargura          | Cecilia Vizcaíno           | telenovela          |
| 1990.  | Días sin luna                | Lorena                     | telenovela          |
| 1990.  | Balada por un amor           | Simona Portugal            | telenovela          |
| 1989.  | Mi segunda madre             | Mónica                     | telenovela          |
| 1989.  | Viaje directo al infierno    | María                      | horor               |
| 1988.  | Un nuevo amanecer            | Patricia                   | telenovela          |
| 1981.  | ¡¡Cachún cachún ra ra!!      | Debbie                     | televizijska serija |